# Filandari
Filandari (Xalandàri in calabrese e in greco-calabro) è un comune italiano di 1 742 abitanti della provincia di Vibo Valentia in Calabria.

## Geografia fisica
È un piccolo centro, posto a 486 metri sul livello del mare, alle falde orientali del monte Poro, di fronte alla valle del Mesima.

## Origini del nome
La parola "filandari" deriva da "filanda", e questo lascia supporre che alcuni secoli fa vi fossero presenti attività di lavorazione e filatura di tessuti. Nel dialetto locale, di tipo calabrese, gli abitanti vengono chiamati "filandaroti".

## Storia
È ubicato a poca distanza dal luogo dove sorgevano le fortificazioni della città-stato di Mesima, da cui ha ereditato il patrimonio storico e culturale. Il suo toponimo greco ci riconduce al periodo delle incursioni saracene del condottiero Ixse, che misero a ferro e fuoco Nicotera, Mesiano e Mileto. Verso l'850 si ipotizza che un artigiano di origine ellenica costruisse in questa zona tranquilla, uno stabilimento di filatura e tessitura, arte che successivamente fu estesa in tutti i paesi vicini allo stato di Mesima e nel Vibonese. Il Filandaru, nomignolo col quale si indicava in origine il vecchio filatore di fibre vegetali e di seta, fu trasferito, prima ai suoi discendenti, e successivamente a tutto il villaggio. Filandari, già casale di Mesiano unitamente ad Arzona, Pizzinni e Scaliti, fu nel corso dei secoli, sottoposto a diversi feudatari. Tra i primi spicca Ruggero I il normanno, che a Mileto fissò la sua dimora col titolo di conte. Gli succedette il suo terzogenito, anch'egli di nome Ruggero, che nel 1130 fu incoronato Re di Sicilia. Successivamente passò ad una famiglia di stirpe reale, i signori Roberto.
Passò quindi all'Imperatore Federico II, che cercò di riordinare i feudi meridionali, emanando delle apposite leggi, secondo i dettami scaturiti dalle Costituzioni di Melfi del 1231: il paese fu ceduto a Seringo e la dinastia dei San Severino proseguì con Orrigo Ruggero II, ed estinguendosi con Luigi San Saverino nell'anno 1404, per contrasti scaturiti con la casa reale Ladislao. Venne pertanto ceduto ai conti di Arena, nota stirpe di valorosi condottieri al servizio della regina Giovanna II.
Passò nel 1501 a Giacomo dei Principi di Bisignano, che a causa di una ribellione fu deposto, per cui il feudo finì a Diego di Mendoza. Il paese fu poi a lungo governato dai Marzano e dai Pignatelli, Duchi di Monteleone che lo tennero sino al 1806 all'arrivo dei francesi che eliminarono il regime feudale. 
Una legge francese elevò Filandari a comune autonomo con giurisdizione sul Casale Arzona, Mesiano, Pizzinni e Scaliti. Tale assetto amministrativo fu riconfermato anche con legge del 19 gennaio 1807.
Il terremoto del 5 febbraio 1783 sconvolse la Calabria e la distrusse quasi interamente. In quella occasione molti palazzi gentilizi e varie chiese crollarono, alcune non più riedificate; venne distrutto anche il santuario della Madonna della Misericordia in Arzona, di cui solo casualmente nel 1902 si sono scoperti e localizzati le vestigia. Si ha motivo di credere che tra i ruderi siano ancora sepolti arredi sacri di grande valore, statue processionali ed il tesoro accumulato nei secoli dei pellegrini che offrivano i loro ninnoli e preziosi alla statua della Vergine. A Filandari il terremoto causò sei morti e sessanta ducati di danni; ad Arzona nessun morto, ma l'abitato fu in parte sconvolto e in parte reso inabitabile; a Pizzinni non vi furono morti, ma il villaggio fu totalmente distrutto.

### Simboli
Lo stemma e il gonfalone sono stati concessi con DPR del 6 agosto 1988.
Stemma
Gonfalone

## Monumenti e luoghi d'interesse

### Statua della maternità

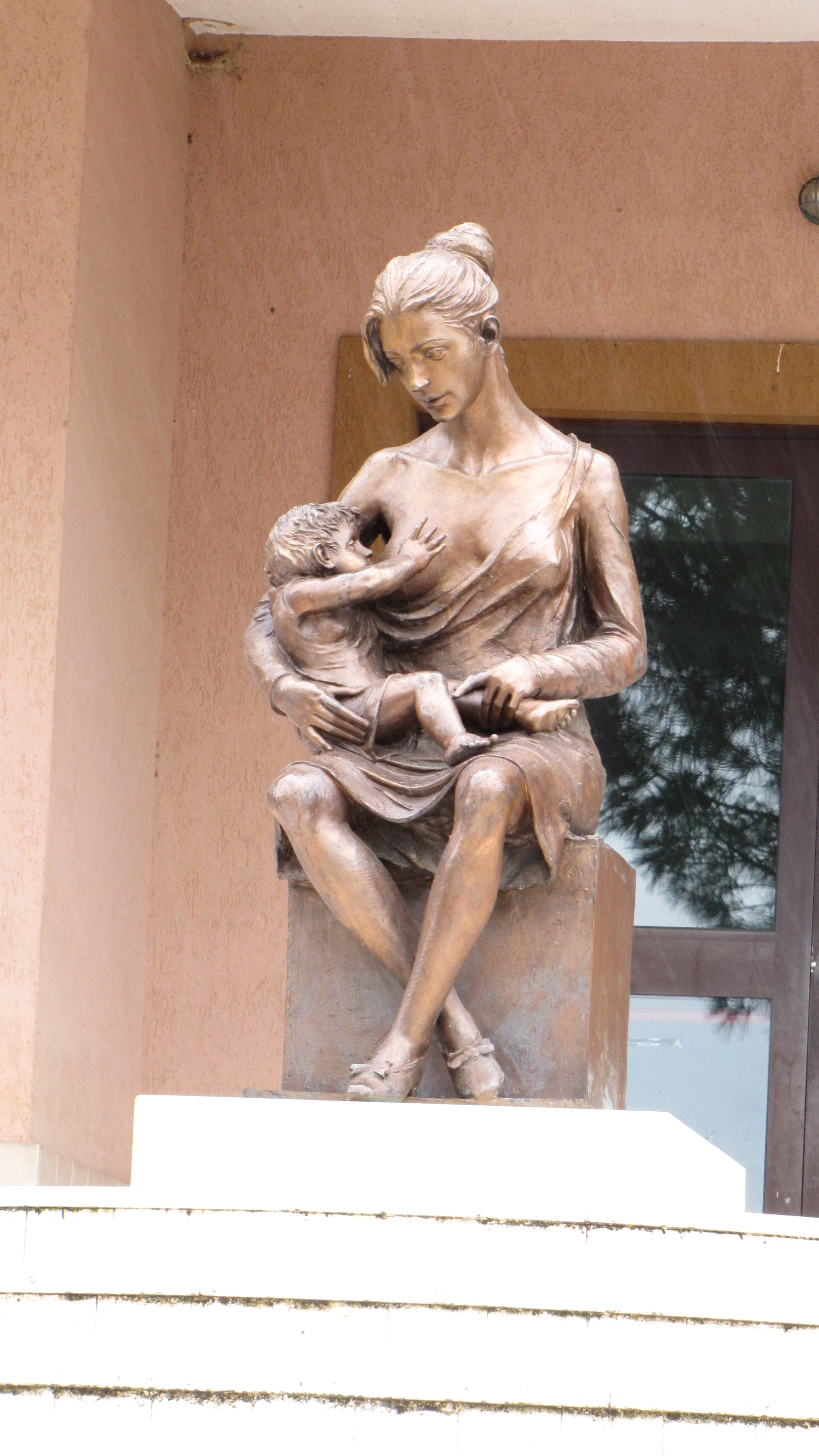
Statua della maternità in Filandari

Si tratta di un'opera in bronzo alta 160 cm per un peso di circa 150 kg, realizzata da Michele Zappino. Rappresenta una madre intenta ad allattare il figlio, il capo è chino, con uno sguardo intento ad osservare il proprio fanciullo. La statua si trova al di sopra della scalinata del piazzale antistante l'edificio comunale ed è stata inaugurata l'8 maggio 2011, in corrispondenza con la festa della mamma.

## Società

### Evoluzione demografica
Abitanti censiti

## Cultura

### Eventi
Filandari
- 15 luglio "discesa" Santa Marina
- 17 luglio festa patronale Santa Marina
- 9 agosto "salita" Santa Marina
- Ultima domenica di settembre festa di Maria Santissima Addolorata.

Frazione di Scaliti
- Secondo sabato di settembre discesa di Maria SS del potere
- Seconda domenica festa di Maria SS del potere.
- 31 gennaio messa degli angeli

Frazione di Arzona
- Seconda domenica di agosto Maria SS della Misericordia

Frazione di Pizzinni
- 4 novembre San Carlo Borromeo

Frazione di Mesiano
- 5 agosto Santa Maria della Neve

## Amministrazione
| Periodo        | Periodo        | Primo cittadino              | Partito                                | Carica                    | Note |
| -------------- | -------------- | ---------------------------- | -------------------------------------- | ------------------------- | ---- |
| 23 aprile 1995 | 13 giugno 1999 | Vincenzo Pizzuto             | Partito Popolare Italiano              | sindaco                   |      |
| 13 giugno 1999 | 13 giugno 2004 | Vincenzo Pizzuto             | lista civica di centro                 | sindaco                   |      |
| 13 giugno 2004 | 7 giugno 2009  | Domenico Talotta             | lista civica Della margherita          | sindaco                   |      |
| 7 giugno 2009  | 25 maggio 2014 | Vincenzo Pizzuto             | Unione di Centro                       | sindaco                   |      |
| 25 maggio 2014 | 9 giugno 2016  | Vincenzo Pizzuto             | lista civica Insieme per il territorio | sindaco                   |      |
| 9 giugno 2016  | 10 giugno 2018 |                              |                                        | commissario straordinario |      |
| 10 giugno 2018 | in carica      | Concettina Rita Maria Fuduli | lista civica Con e per la gente        | sindaco                   |      |